# Zygopetalum sincoranum
Zygopetalum sincoranum är en orkidéart som beskrevs av Vitorino Paiva Castro och Marcos Antonio Campacci. Zygopetalum sincoranum ingår i släktet Zygopetalum och familjen orkidéer. Inga underarter finns listade i Catalogue of Life.